# Folwark zwierzęcy
Folwark zwierzęcy (ang. Animal Farm: A Fairy Story) – powieść angielskiego dziennikarza i pisarza George’a Orwella, przedstawiająca zwierzęta hodowlane, które wygnały ludzi i zaczęły same rządzić folwarkiem. Książka powstała w 1943, w czasie II wojny światowej; Orwell miał w tym czasie duże problemy z jej wydaniem. Ukazała się dopiero po zakończeniu wojny, w 1945. Jest alegorycznym przedstawieniem stalinizmu i ostrzeżeniem przed każdym totalitaryzmem.
Pierwsze polskie wydanie w tłumaczeniu Teresy Jeleńskiej opublikowane zostało na emigracji w Londynie w roku 1947 pod tytułem Zwierzęcy folwark. Wszystkie wydania następne nosiły tytuł Folwark zwierzęcy, aż do 2021, kiedy do tłumaczenia Szymona Żuchowskiego dla Wydawnictwa W.A.B dodano podtytuł "opowiastka". Niemal do upadku ustroju komunistycznego w Polsce w 1989 była to powieść zakazana przez cenzurę – pierwsze jej oficjalne krajowe wydanie ukazało się dopiero w 1988. Od roku 1979 była jednak publikowana wielokrotnie w postaci przedruków z wydań emigracyjnych w wydawnictwach niezależnych – tzw. „drugiego obiegu”.
W 1954 Folwark zwierzęcy został przeniesiony na ekran w postaci kreskówki, w reżyserii Johna Halasa i Joya Batchelora. W 1999 wyprodukowany został pełnometrażowy film, w którym zagrały prawdziwe zwierzęta (reż. Joseph Stephenson).

## Okoliczności powstania
Orwell, jak stwierdzono w przedmowie do ukraińskiego wydania Folwarku zwierzęcego, chciał stworzyć opowieść demaskującą sowiecki mit, którą mógłby zrozumieć każdy. Pomysł na książkę naszedł pisarza, gdy ujrzał młodego chłopca smagającego batem konia pociągowego. Ukończony pod koniec lutego 1944, Folwark był pierwszym utworem z którego Orwell był w pełni zadowolony. Kilku wydawców odmówiło jego publikacji ze względu na opinię brytyjskiego Ministerstwa Informacji, która punktowała antyrosyjski charakter powieści (w tym czasie Wielka Brytania i ZSRR związane były sojuszem wojennym). Dziś uważa się, że osobą odpowiedzialną za wydanie takiej opinii był Peter Smollett (Peter Smolka żyjący w latach 1912–1980) - dziennikarz, wydawca i agent sowiecki.

## Pierwsze wydanie i przyjęcie
Pierwsze wydanie ukazało się 17 sierpnia 1945 roku w nakładzie 4500 egzemplarzy, które bardzo szybko się wyprzedały. Druk książki wznowiono w listopadzie tego samego roku w nakładzie 10 tysięcy egzemplarzy. W ciągu 5 lat w samej Wielkiej Brytanii sprzedano 25 tys. egzemplarzy w twardej oprawie. Początkowo książkę Orwella odrzucono na rynku amerykańskim, gdyż, jak stwierdzała odmowa wydawnictwa Dial Press, „książki o zwierzętach nie sprzedają się dobrze w Stanach Zjednoczonych”. Ostatecznie, wydano ją tam w 1946 roku.
Pierwsze recenzje były entuzjastyczne, a Folwark porównywano z dziełami Woltera.

## Fabuła

Flaga folwarku zwierzęcego

Zwierzęta są alegoriami postaci historycznych, grup społecznych i poglądów politycznych. Te, pewnego dnia postanawiają przejąć gospodarstwo, po rewolucyjnej przemowie starego knura Majora, który zapowiadał m.in. lepszą przyszłość, wzrost produkcji, równe prawa po obaleniu tyranii człowieka. Kiedy zarządca zostaje wygnany, zwierzęta wspólnie tworzą siedem podstawowych zasad utworzonej ideologii animalizmu, które zapisują na ścianie obory. Podstawowym prawem jest maksyma Wszystkie zwierzęta są równe. Z czasem wszystko zaczyna się zmieniać, a zapowiadana idylla okazuje się antyutopią. Knur Napoleon za pomocą terroru czyni się przywódcą, wygania swojego byłego współpracownika Snowballa. Z czasem wraz ze swoimi poplecznikami łamie kolejne punkty wcześniej ustalonego prawa - świnie zaczynają spożywać alkohol, zawierają się interesy z ludźmi, mieszkają w domu, śpią w łóżkach, a pod koniec zaczynają nosić ubrania i chodzić na dwóch nogach, wmawiając reszcie zwierząt, iż czynią to wszystko zgodnie z prawem, dopisując na ścianie nowe słowa zmieniające sens zasad.

## Bohaterowie i ich opisy

### Bohaterowie pozytywni
- Benjamin – osioł, odznaczający się cynicznym stosunkiem do rewolucji. Jego pierwowzorem był sam George Orwell.
- Major – knur, duchowy ojciec rewolucji (zmarł przed jej wybuchem) oraz twórca ideologii animalizmu. Wzorowany na Karolu Marksie i Fryderyku Engelsie, którzy podobnie jak Major nie dożyli wprowadzenia swoich ideałów w życie. Może także symbolizować Włodzimierza Lenina, „ojca” rewolucji w Rosji, tym bardziej że jego zwłoki (czaszka) zostały później wystawione na widok publiczny.
- Snowball, Chyży lub też Chrumak[8] – knur, wojskowy przywódca rewolucji, a następnie dowódca obrony przed interwencją właścicieli sąsiednich majątków. Wchodząc w spór z Napoleonem, został wygnany z farmy, po czym został oskarżony o zdradę (wykazaną w pokazowych procesach) i działanie na rzecz ludzi. Napoleon wykorzystał to jako pretekst do zaprowadzenia terroru w gospodarstwie. Również wszystkie niepowodzenia na farmie tłumaczono rzekomą działalnością Snowballa. Jego pierwowzorem był Lew Trocki.
- Bokser – koń pociągowy, jeden z pierwszych rewolucjonistów. Zawsze lojalny wobec Napoleona. Jest wzorowany na przodownikach pracy (w szczególności na górniku Stachanowie).

### Postacie o ambiwalentnym zabarwieniu
- Mojżesz – kruk, który bez względu na panujący w powieści „ustrój” opowiadał zwierzętom o Raju Zwierząt. Symbolizuje osobę duchowną (księdza, popa). Zważywszy na krytykę społeczeństwa zawartą w powieści, jego postać może być parodią duchowieństwa.
- Owce – najgłupsza część społeczeństwa zwierząt w folwarku, przyjmująca każdą informację bezkrytycznie.
- Mollie – klacz, która uciekła z folwarku. Symbolizuje burżuazję i klasy wyższe, emigrujące z Rosji po wybuchu rewolucji.

### Postacie negatywne
- Napoleon – główny czarny charakter powieści, knur, jeden z przywódców rewolucji, następnie – po pozbyciu się Snowballa – niepodzielny władca folwarku. Jego pierwowzorem był Józef Stalin. W wersji francuskiej jego imię zostało zmienione na Cesar.
- Pan Jones – właściciel folwarku, wygnany z niego przez zbuntowane zwierzęta. Jego pierwowzorem był car Mikołaj II. Kojarzy się też z obalonym przez bolszewików premierem Rządu Tymczasowego Aleksandrem Kiereńskim, jako że pan Jones znajdował się potem „na emigracji” i próbował odzyskać swoją majętność.
- Squealer, Krzykała lub też Kwikacz[8] – tucznik, „minister propagandy” Napoleona – Wiaczesław Mołotow.
- Minimus – tucznik, poeta, autor utworów sławiących Napoleona – Maksym Gorki.
- Pan Whymper – reprezentant Napoleona w świecie ludzi. Wzorowany po części na George’u Bernardzie Shaw.
- Pan Frederick – właściciel sąsiedniego majątku. Atakuje on folwark po wzniesieniu przez zwierzęta wiatraka, jego poplecznicy zabijają kilka zwierząt i wysadzają wiatrak w powietrze. Jego pierwowzorem był Adolf Hitler.
- Pan Pilkington – właściciel innego sąsiedniego majątku. Jego pierwowzorem był Winston Churchill.
- Psy – niegdyś szczenięta odebrane ich matkom przez świnie Napoleona, wychowane na bezwzględnych żołnierzy, są obecnie odpowiedzialne w folwarku za utrzymanie władzy Napoleona i inwigilację. Pierwowzór to Czeka oraz NKWD.

## Interpretacje niektórych wydarzeń
- Przejęcie władzy w folwarku – rewolucja październikowa.[potrzebny przypis]
- Bitwa pod oborą – Wojna domowa w Rosji.[potrzebny przypis]
- Budowa wiatraka – plany pięcioletnie.[potrzebny przypis]
- Powieszenie niektórych zwierząt – Wielka Czystka w partii.[potrzebny przypis]
- Handel z folwarkami ludzi – układ w Rapallo.[potrzebny przypis]
- Wysłanie Boksera do fabryki kleju – wyzysk ludności robotniczej.[potrzebny przypis]